# Загорце
Загорце (словац. Záhorce) — село, громада округу Вельки Кртіш, Банськобистрицький край, центральна Словаччина, регіон Гонт. Кадастрова площа громади — 17,98 км².
Населення 661 особа (станом на 31 грудня 2017 року).

## Історія
Загорце вперше згадується в 1236 році.

## Населення
| Рік:            | 1994. | 2004.   | 2014.   | 2024.   |
| --------------- | ----- | ------- | ------- | ------- |
| Кількість осіб: | 762   | 722     | 661     | 633     |
| Різниця:        |       | -5,24 % | -8,44 % | -4,23 % |

| Рік:            | 2023. | 2024.   |
| --------------- | ----- | ------- |
| Кількість осіб: | 653   | 633     |
| Різниця:        |       | -3,06 % |